# Nevěsta na útěku
Nevěsta na útěku, anglicky: Runaway Bride, je americký film z roku 1999. Jedná se o romantickou rodinnou filmovou komedii režiséra Garryho Marshalla s Julií Robertsovou a Richardem Gerem v hlavní roli. Ačkoliv se jedná o stejný tvůrčí tým, který se sešel při natáčení snímku Pretty Woman, nejedná se o volné pokračování tohoto snímku. Film nebyl příliš úspěšný u filmové kritiky a na někdejší úspěch Pretty Woman tak nenavázal, nicméně úspěšným se stal předevšém komerčně. Jde o remake stejnojmenného amerického filmu z roku 1930.

## Děj
Ike Graham (Richard Gere) je úspěšný newyorský novinář-sloupkař z deníku USA Today, kterému šéfuje jeho bývalá manželka Ellie. Ike píše své sloupky na poslední chvíli, často se jejich tématem stávají ženy, o kterých se vyjadřuje někdy velmi jízlivě a nelichotivě. Při psaní svého posledního sloupku se v jenom newyorském baru náhodně dozví od posledního zklamaného ženicha o tzv. notorické "nevěstě na útěku", která utekla z několika svých předchozích svateb, tou je Maggie Carpenterová (Julia Robertsová) z malého města Hale v Marylandu. Napíše na poslední chvíli další hanlivý sloupek o ženách, avšak neověří si řádně všechna fakta. Maggie si písemně stěžuje a pohrozí žalobou. Ike je svou bývalou ženou, šéfredaktorkou listu (Rita Wilsonová) vyhozen ze svého zaměstnání. Eliin manžel, přítel Fischer (Hector Elizondo) nabídne Ikovi možnost očistit své novinářské jméno tak, že o Maggii zjisti co nejvíce podrobností a napíše další, tentokrát zcela bezchybný a pravdivý příběh. Ike se vydává do Hale v Marylandu za Maggie. Seznamuje se zde postupně nejen s Maggií samotnou, ale se všemi jejími příbuznými, známými a bývalými ženichy. Ačkoliv zpočátku Maggie leze na dost nervy, oba se postupně velmi sblíží, první antipatie přerostou postupně ve vzájemné sympatie a přitažlivost, nakonec i ve vzájemnou lásku. Čtvrtým Magginým ženichem se nakonec stává Ike sám, ale Maggie uteče i z této (pro ni osobně) čtvrté svatby. Nakonec se však sama vrátí k Ikovi do New Yorku a romantický příběh končí závěrečným happyendem, tedy pátou uskutečněnou svatbou Ika a Maggie.

## Obsazení
| Julia Roberts      | Maggie Carpenterová |
| Richard Gere       | Ike Graham          |
| Joan Cusacková     | Peggy Flemingová    |
| Hector Elizondo    | Fisher              |
| Rita Wilson        | Ellie Grahamová     |
| Paul Dooley        | Walter Carpenter    |
| Christopher Meloni | Bob Kelly           |
| Sela Ward          | Krásná žena v baru  |